# Golfo de Esmirna
El golfo de Esmirna (en turco: İzmir Körfezi) está situado en el mar Egeo, con un brazo entre la península de Karaburun y la zona de tierra firme de la ciudad de Foça. Tiene una longitud de 32 km y 16 km de anchura, siendo un excelente fondeadero. La ciudad de Esmirna, un importante puerto turco, está emplazada al fondo del golfo.

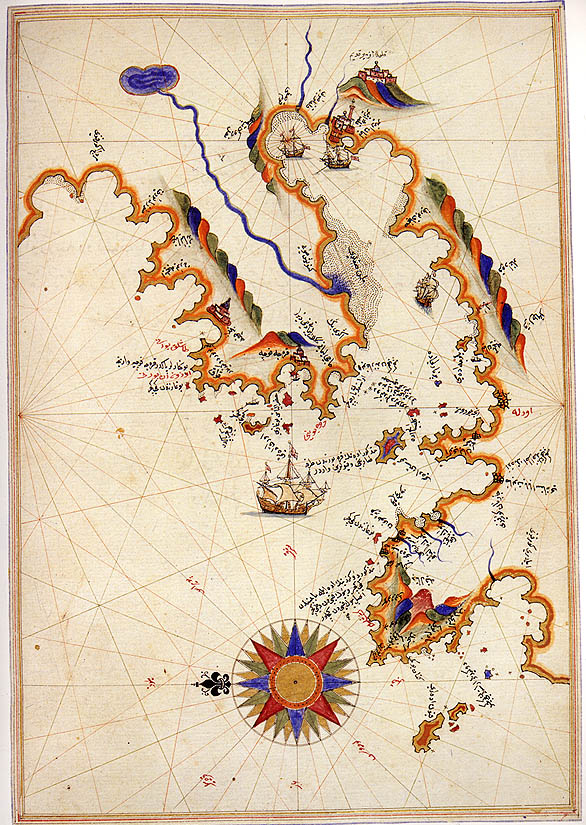
Mapa histórico del golfo de Esmirna, de Piri Reis.

## Enlaces externos

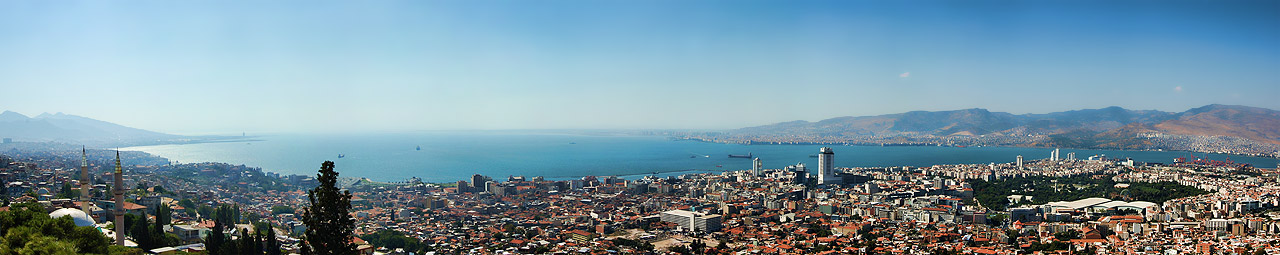
Vista panorámica desde Kadifekale de la ciudad de Esmirna y al fondo el golfo.